# Atelomycterus macleayi
Espèce
Répartition géographique
Statut de conservation UICN

 LC  : Préoccupation mineure
Le Chien de mer marbré (Atelomycterus macleayi) est une espèce de requins.